# Centrum för evolutionär kulturforskning
Centrum för evolutionär kulturforskning (CEK) är ett tvärvetenskapligt forskningscentrum vid Stockholms universitet. Centret bildades år 2007 och är en produkt av samarbete mellan Institutionen för arkeologi och antikens kultur, Institutionen för lingvistik och Zoologiska institutionen (samtliga vid Stockholms universitet) samt Mälardalens högskola. 
Människan som kulturskapande varelse samt de orsaksförhållanden som formar och förändrar mänsklig kultur står i fokus för den forskning som bedrivs vid Centrumet. Det vetenskapliga förhållningssättet är att frågor som berör dessa ämnen bör studeras med bredast möjliga vetenskapliga bas. På Centrumet arbetar forskare och studenter från vitt skilda discipliner (humanister, samhällsvetare, naturvetare och matematiker) tillsammans vilket möjliggör utbyte av kunskaper och metoder över ämnesgränserna. Såväl teoretiska som empiriska studier bedrivs. 
Föreståndare vid centret är Magnus Enquist, professor i etologi.

### Webbkällor
- https://su.se/ce/